# Cyclocross-Weltmeisterschaften 2020
Die Cyclocross-Weltmeisterschaften 2020 fanden am 1. und 2. Februar im schweizerischen Dübendorf statt. In der höchsten Klasse Elite konnte sich bei den Frauen Ceylin del Carmen Alvarado durchsetzen, bei den Männern errang Mathieu van der Poel seinen dritten Titel.
Der nach lokalen Gepflogenheiten Radquer-Weltmeisterschaften genannte Wettbewerb wurde von Swiss Cycling auf dem Gelände des Flugplatz Dübendorf organisiert. Auf dem mehrheitlich flachen Areal, das gut erreichbar ist und gute Infrastruktur für Tausende von Zuschauer bietet, wurden künstliche Rampen errichtet, um den Ansprüchen des Cyclocross gerecht zu werden. Es waren die neunten Radquer-Weltmeisterschaften in der Schweiz.
Am Wettbewerb nahmen 270 Fahrer und Fahrerinnen teil. Erstmals wurde auch ein Rennen für Juniorinnen (U-19) ausgetragen.

## Ergebnisse

### Männer Elite

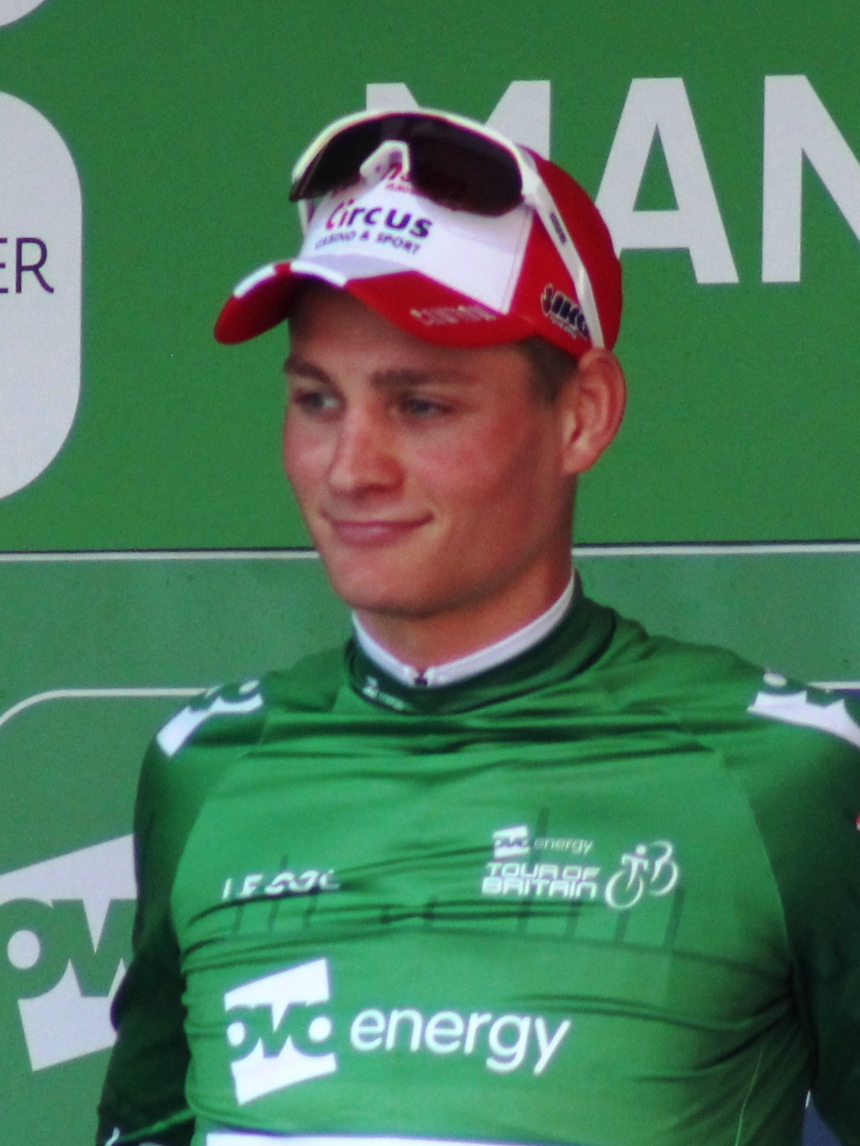
Weltmeister Mathieu van der Poel

(2. Februar 2020, 14:30 Uhr MEZ)
| Platz | Name                   | Zeit       |
| ----- | ---------------------- | ---------- |
| 1     | Mathieu van der Poel   | 1:08:52 h  |
| 2     | Thomas Pidcock         | + 1:20 min |
| 3     | Toon Aerts             | + 1:45 min |
| 4     | Wout van Aert          | + 2:04 min |
| 5     | Laurens Sweeck         | + 2:32 min |
| 6     | Michael Vanthourenhout | + 3:12 min |
| 7     | Corné van Kessel       | + 3:52 min |
| 8     | Tim Merlier            | 4:32 min   |
| 9     | Quinten Hermans        | + 4:48 min |
| 10    | Eli Iserbyt            | + 5:11 min |

### Frauen Elite

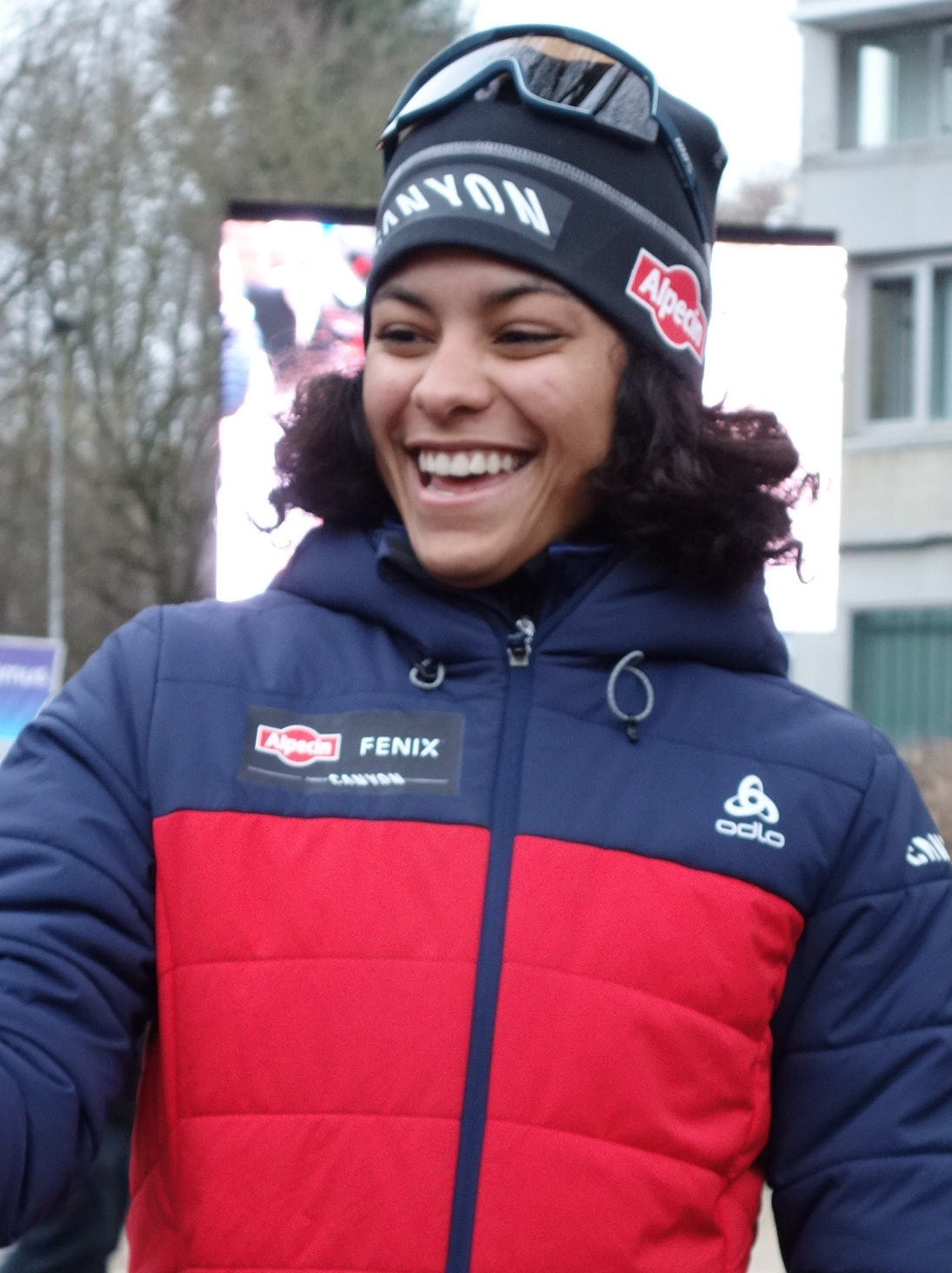
Weltmeisterin Ceylin del Carmen Alvarado

(1. Februar 2020, 15:00 Uhr MEZ)
| Platz | Name                       | Zeit       |
| ----- | -------------------------- | ---------- |
| 1     | Ceylin del Carmen Alvarado | 45:20 min  |
| 2     | Annemarie Worst            | + 1 s      |
| 3     | Lucinda Brand              | + 10 s     |
| 4     | Katherine Compton          | + 1:00 min |
| 5     | Yara Kastelijn             | + 1:16 min |
| 6     | Evie Richards              | + 1:44 min |
| 7     | Eva Lechner                | + 2:25 min |
| 8     | Ellen Van Loy              | + 2:46 min |
| 9     | Laura Verdonschot          | + 2:52 min |
| 10    | Marlène Petit              | + 3:06 min |

### Männer U23
(1. Februar 2020, 13:00 Uhr MEZ)
| Platz | Name                | Zeit       |
| ----- | ------------------- | ---------- |
| 1     | Ryan Kamp           | 47:53 min  |
| 2     | Kevin Kuhn          | + 36 s     |
| 3     | Mees Hendrikx       | + 52 s     |
| 4     | Antoine Benoist     | + 1:16 min |
| 5     | Pim Ronhaar         | + 1:19 min |
| 6     | Ivan Feijoo Alberte | + 1:32 min |
| 7     | Niels Vandeputte    | + 1:36 min |
| 8     | Cameron Mason       | + 1:44 min |
| 9     | Jelle Camps         | + 2:15 min |
| 10    | Yentl Bekaert       | + 2:36 min |

### Frauen U23
(2. Februar 2020, 13:00 Uhr MEZ)
| Platz | Name                     | Zeit       |
| ----- | ------------------------ | ---------- |
| 1     | Marion Norbert-Riberolle | 48:31 min  |
| 2     | Kata Blanka Vas          | + 27 s     |
| 3     | Anna Kay                 | + 40 s     |
| 4     | Katie Clouse             | + 1:29 min |
| 5     | Manon Bakker             | + 1:34 min |
| 6     | Inge van der Heijden     | + 1:53 min |
| 7     | Francesca Baroni         | + 2:06 min |
| 8     | Sara Casasola            | + 2:29 min |
| 9     | Ruby West                | + 2:43 min |
| 10    | Noemi Rüegg              | + 3:23 min |

### Junioren
(2. Februar 2020, 11:00 Uhr MEZ)
| Platz | Name                    | Zeit       |
| ----- | ----------------------- | ---------- |
| 1     | Thibau Nys              | 38:50 min  |
| 2     | Lennert Belmans         | + 31 s     |
| 3     | Emiel Verstrynge        | + 38 s     |
| 4     | Dario Lillo             | + 54 s     |
| 5     | Tibor Del Grosso        | + 1:08 min |
| 6     | Marco Brenner           | + 1:13 min |
| 7     | Jente Michels           | + 1:29 min |
| 8     | Florian Richard Andrade | + 1:34 min |
| 9     | Rory McGuire            | + 1:37 min |
| 10    | Andrew Strohmeyer       | + 1:39 min |

### Juniorinnen
(1. Februar 2020, 11:00 Uhr MEZ)
| Platz | Name               | Zeit       |
| ----- | ------------------ | ---------- |
| 1.    | Shirin van Anrooij | 38:34 min  |
| 2.    | Puck Pieterse      | + 53 s     |
| 3.    | Madigan Munro      | + 1:16 min |
| 4.    | Millie Couzens     | + 1:43 min |
| 5.    | Fem van Empel      | + 2:12 min |
| 6.    | Line Burquier      | + 2:12 min |
| 7.    | Josie Nelson       | + 2:32 min |
| 8.    | Lizzy Gunsalus     | + 2:47 min |
| 9.    | Marie Schreiber    | + 3:01 min |
| 10.   | Julie De Wilde     | + 3:20 min |
| 11.   | Nicole Göldi       | + 3:25 min |